# Mesabolivar huanuco
Mesabolivar huanuco là một loài nhện trong họ Pholcidae. Loài này được phát hiện ở Peru.